# Chamaesphecia thomyris
Chamaesphecia thomyris is een vlinder uit de familie wespvlinders (Sesiidae), onderfamilie Sesiinae.
De wetenschappelijke naam van de soort is voor het eerst geldig gepubliceerd door Le Cerf in 1938. De soort komt voor in het Palearctisch gebied.